# Otto Hagemann (Fotograf)
Otto Ludwig Johann Wilhelm Hagemann (* 7. Oktober 1884 in Neubrandenburg; † 1. April 1974 in Berlin) war ein deutscher Fotograf, der ab den 1920er Jahren rund vier Jahrzehnte Architekturfotografien unter anderem für die Denkmalpflege fertigte.

## Leben
Otto Hagemann wurde in der südostmecklenburgischen Vorderstadt Neubrandenburg als Sohn des Arbeitsmanns Carl Friedrich Theodor Hagemann und dessen Ehefrau Caroline Friederike Dorothee, geb. Tesch, geboren.
Ab 1910 lebte Hagemann in Berlin-Friedenau. Ab 1912 arbeitete er für die Preußische Messbildanstalt, die später Staatliche Bildstelle Berlin wurde. Seine Aufgabe, für die er großformatige Plattenkameras nutzte, war die fotografische Dokumentation wichtiger Gebäude im Gebiet des Deutschen Kaiserreichs für die Denkmalpflege. So lichtete er beispielsweise die Breslauer Jahrhunderthalle, mittelalterliche Burgen im Rheinland, Fachwerkhäuser und Landschaften ab.
Nach dem Ersten Weltkrieg ließ Hagemann seine Bilder in dem 1921 gegründeten Deutschen Kunstverlag vermarkten.
Hagemann wurde 1932 aus dem Staatsdienst entlassen; ungeklärt ist, ob das kurz vor der Machtübernahme durch die Nationalsozialisten aufgrund seiner Überzeugungen als Sozialdemokrat geschah.
Nach der Gründung der Bundesrepublik Deutschland stellte Hagemann einen „Wiedergutmachungsantrag als politisch Verfolgter“.
In der frühen Nachkriegszeit arbeitete Hagemann als freier Fotograf. Er ließ vor allem zeitgenössische Bildbände erstellen und gilt als „Chronist des Nachkriegsbauens in Berlin“. Zu seinen mehrfachen Auftraggeberinnen zählte neben den städtischen Wohnungsbaugesellschaften beispielsweise die Tobis-Sascha.
Bis in die 1960er Jahre hinein fotografierte Hagemann mit einer großformatigen Plattenkamera, mit der er Glasnegative im Format 18 × 24 Zentimeter belichtete. Damit fertigte er sehr lichtstarke und bis ins Detail gestochen scharfe Schwarz-weiß-Aufnahmen. Insgesamt belichtete er mit seiner rund 300 Kilogramm schweren Fotoausrüstung aus Kamera, Stativ und Glasplatten rund 7000 Platten.
1961 verkaufte Otto Hagemann sein Archiv aus rund 7000 Glasplatten an die Landesbildstelle Berlin.
Ende Dezember 2016 zeigte das Landesarchiv Berlin in der Ausstellung „Architektur auf Glas“ in Berlin-Reinickendorf, Eichborndamm 115–121, Fotografien Hagemanns. Die Kuratoren der Ausstellung würdigten den Künstler posthum mit den Worten
„Die ausschließlich in Schwarzweiß fotografierten Bilder basieren auf streng formaler Strukturierung und sorgfältig ausgewogener Komposition der Flächen- und Lichtverhältnisse. Mit der Kamera erfasst Hagemann den Rhythmus der Fassaden und die Harmonie der Baukörper.“

## Bildbände (Auswahl)
- Berlin, vor der Zerstörung aufgenommen, mit einer Einleitung von Paul Ortwin Rave, 3. veränderte Auflage, Berlin: Deutscher Kunstverlag; Berlin: Gebr. Mann, 1952
- Hauptstadt Berlin. Gestern, heute, morgen, mit Bildunterschriften in deutscher und englischer Sprache, unter Mitarbeit von Felix Alexander Dargel (Bildlegenden), 6. Auflage, Berlin-Grunewald: arani Verlags-Gesellschaft, 1962
- Das neue Gesicht Berlins. Ein Bildbuch, 4., verbesserte Auflage, Berlin-Grunewald: arani Verlags-Gesellschaft, 1962
- Berlin der goldenen Jahre. 60 Aufnahmen der Reichshauptstadt, mit einer Einleitung und Bilderlegenden von Walther G. Oschilewski, Berlin-Grunewald: arani Verlags-Gesellschaft, 1963